# Calau de Hemprich
El calau de Hemprich (Lophoceros hemprichii) és una espècie d'ocell de la família dels buceròtids (Bucerotidae). Habita boscos i sabanes del nord de Somàlia, Etiòpia, Eritrea, Djibouti, est de Sudan del Sud, est d'Uganda i nord-oest de Kenya.